# Hora osudu

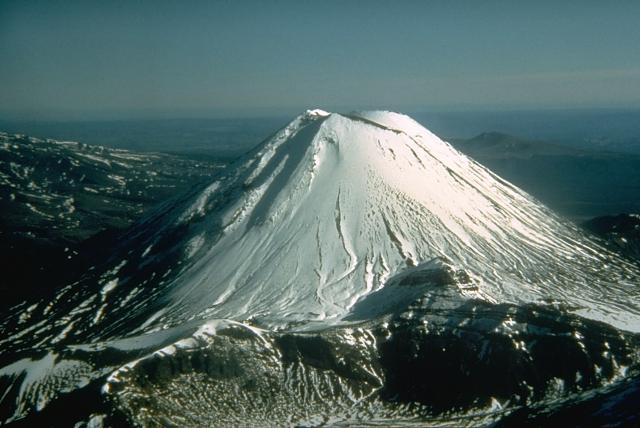
Hora Ngauruhoe, filmová předloha Hory osudu

Hora osudu, v Sindarštině Amon Amarth dříve známá jako Orodruina (Ohňová hora), je hora na pláni Gorgoroth v Mordoru. Hora osudu byla důvodem, proč se Sauron usadil právě v zemi Mordor, i když, jak se zdá, trochu její oheň „vylepšil“. Za vlády Saurona sopka byla ve velmi aktivní fázi své vulkanické činnosti, avšak po porážce Mordoru její vulkanická činnost upadá.[zdroj?] Právě zde byl v Druhém věku ukován Jeden prsten, a právě zde byl také zničen, o což se v závěrečném díle trilogie Pán prstenů postarali dva (tři) hobiti – Frodo Pytlík, jeho přítel Sam Křepelka a Glum. Glum Frodovi ukousl Jeden prsten a ten byl vhozen do žhavé lávy, kde definitivně zanikl a Sauron byl navždy poražen.